# Minturn (Colorado)
Minturn és una població dels Estats Units a l'estat de Colorado. Segons el cens del 2000 tenia 1.068 habitants.

## Demografia
Segons el cens del 2000, Minturn tenia 1.068 habitants, 399 habitatges, i 244 famílies. La densitat de població era de 298,8 habitants per km².
Dels 399 habitatges en un 27,3% hi vivien nens de menys de 18 anys, en un 48,9% hi vivien parelles casades, en un 7,5% dones solteres, i en un 38,6% no eren unitats familiars. En el 20,1% dels habitatges hi vivien persones soles l'1,8% de les quals corresponia a persones de 65 anys o més que vivien soles. El nombre mitjà de persones vivint en cada habitatge era de 2,68 i el nombre mitjà de persones que vivien en cada família era de 3,14.
Per edats la població es repartia de la següent manera: un 20,2% tenia menys de 18 anys, un 12,8% entre 18 i 24, un 43,2% entre 25 i 44, un 18,5% de 45 a 60 i un 5,2% 65 anys o més.
L'edat mediana era de 32 anys. Per cada 100 dones de 18 o més anys hi havia 121,9 homes.
La renda mediana per habitatge era de 51.736 $ i la renda mediana per família de 53.750 $. Els homes tenien una renda mediana de 32.350 $ mentre que les dones 26.750 $. La renda per capita de la població era de 23.135 $. Entorn del 4,3% de les famílies i el 5,4% de la població estaven per davall del llindar de pobresa.

## Poblacions més properes
El següent diagrama mostra les poblacions més properes.